# Вулиці Кипучого
З 7 лютого 2003  року в Кипучому (колишній Артемівськ, Перевальський район Луганської області) офіційно існує 83 вулиці, а також 17 провулків, 4 садових товариств, 4 проїзди, 1 парк, 2 сквери.

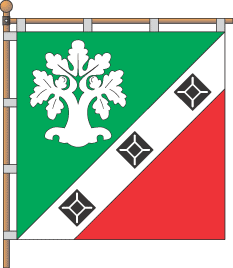
Прапор міста Кипуче

## Цифрові
- Вулиця 1 Травня
- Вулиця 40 років України
- Вулиця 8 Березня
- Вулиця 9 Травня

## А
- Вулиця Акименка
- Вулиця Артема

## Б
- Вулиця Будівельників
- Вулиця Будьонного

## В
- Вулиця Верхньо-Вокзальна

## Г
- Вулиця Гоголя
- Вулиця Горчака
- Вулиця Горького

## Д
- Вулиця Дзержинського

## Ж
- Вулиця Жуковського
- Вулиця Жовтнева

## З
- Вулиця Залізнична
- Вулиця Збірна
- Вулиця Земнухова

## К
- Вулиця Калініна
- Вулиця Київська
- Вулиця Кірова
- Вулиця Кіровоградська
- Вулиця Комарова
- Вулиця Комсомольська
- Вулиця Кошевого
- Вулиця Кренкеля
- Вулиця Кринична
- Вулиця Крокоса
- Вулиця Крупської
- Вулиця Куйбишева
- Вулиця Кутузова

## Л
- Вулиця Леніна
- Вулиця Ленінградська
- Вулиця Лермонтова
- Вулиця Лінійна
- Вулиця Лісна
- Вулиця Ломоносова

## М
- Вулиця Макшеївська
- Вулиця Матросова
- Вулиця Маяковського
- Вулиця Менделєєва
- Вулиця Миру
- Вулиця Мічуріна
- Вулиця Московська

## Н
- Вулиця Некрасова

## О
- Вулиця Островського

## П
- Вулиця Панфілова
- Вулиця Папаніна
- Вулиця Пелехова
- Вулиця Підлісна
- Вулиця Піонерська
- Вулиця Промогайбенка

## Р
- Вулиця Рози Люксембург
- Вулиця Радянська
- Вулиця Риндіна

## С
- Вулиця Садки
- Вулиця Свердлова
- Вулиця Свиридова
- Вулиця Серго
- Вулиця Соціалістична
- Вулиця Спортивна
- Вулиця Станційна
- Вулиця Стасюка
- Вулиця Стаханова
- Вулиця Степова
- Вулиця Строєва
- Вулиця Суворова

## Т
- Вулиця Тельмана
- Вулиця Териконна
- Вулиця Тимірязєва
- Вулиця Толбухіна
- Вулиця Тюленіна

## Ф
- Вулиця Фрунзе

## Х
- Вулиця Хосе Діаса

## Ч
- Вулиця Чапаєва
- Вулиця Чехова

## Ш
- Вулиця Шахтарська
- Вулиця Шевцової
- Вулиця Шевченка
- Вулиця Шкільна
- Вулиця Шмідта
- Вулиця Щорса

## Іншіурбаноніми

### Провулки
- Провулок 1 Травня
- Провулок Будівельників
- Провулок Вокзальний
- Провулок Горчака
- Провулок Дзержинського
- Провулок Куйбишева
- Провулок Луначарського
- Провулок Підлісний
- Провулок Піонерський
- Провулок Польовий
- Провулок Спортивний
- Провулок Станційний
- Провулок Степовий
- Провулок Фрунзе
- Провулок Шахтарський
- Провулок Шевченка
- Провулок Шкільний
- Провулок Щорса

## Садові товариства
- Садове товариство «Шахтар»
- Садове товариство «Артемівец»
- Садове товариство «Сонячний»
- Садове товариство «Ягідка»

## Проїзди
- Від центральної траси через в'їзд в місто до площі міського ринку.
- Від ринку до міської ради та навчального пункту;
- Від траси р-ну Комсомольського до міста по провулку Степовий до залізничної станції
- Від центральної траси до с/ш № 7 та залізничного переїзду вантажної станції «Артема» Від траси р-ну Комсомольського до колишньої нафтобази.

## Парк
- Центральний міський парк «100-річчя м. Артемівська».

## Сквери
- Сквер район стели «Скорботна мати».
- Сквер імені «43-річчя перемоги над німецько-фашистськими загарбниками».